# Vakokrtovití
Řád vakokrti (Notoryctemorphia) obsahuje pouze jednu čeleď vakokrtovití (Notoryctidae). Tato čeleď obsahuje pouhé dva druhy vakokrta západního a vakokrta písečného. Vakokrtovití udávají hezký příklad konvergentní evoluce, jsou totiž až překvapivě podobní čeledi krtkovitých z řádu hmyzožravců a to jak tvarem, velikostí, tak i vzhledem kožichu. Mají zakrnělé, funkčně slepé oči bez čočky a zornice. Jejich uši jsou velmi malé a jsou skryté v srsti. Rypák je chráněn rohovitým štítkem s příčnou rýhou, zatímco krátký mohutný ocas je zapouzdřen ve velmi tuhé pokožce. Přední končetiny jsou vybaveny lopatkovitými, silnými drápy jen na 3. a 4. prstu. Zuby jsou zakrnělé.
O rozmnožování vakokrtů se toho ví velmi málo. Mají malý vak s otvorem dozadu, jsou v něm ukryty jen 2 mléčné bradavky, zajímavé je že vak mají i samci.
Podle pozorování odchycených vakokrtů víme, že se živí převážně larvami bezobratlých. Jsou aktivní přes den i v noci. Potravu shánějí jak na povrchu tak i pod zemí.
Fylogenetické vztahy vakokrtů zůstávají stále nejasné. Nejsou totiž podobní žádnému dalšímu vačnatci.

## Rody

### Notoryctes
- vakokrt západní (Notoryctes caurinus)
- vakokrt písečný (Notoryctes typhlops)